# Punto de conveniencia
Un punto de conveniencia es un lugar físico donde las mercancías compradas en línea son entregadas por los servicios postales, y recogidas por clientes particulares. El punto de conveniencia es, generalmente, un comercio de proximidad que acepta realizar, a cuenta de un operador logístico, los servicios de distribución de paquetes.

## Historia
El concepto de punto de conveniencia surge en Francia en los años 80 en torno a los actores de la venta por catálogo tradicional como 3 Suisses y La Redoute. 
En 1984, La Redoute inventa el servicio urgente cuarenta y ocho horas.
En 1995, el marco de tiempo para la entrega pasa a ser un objetivo primordial, con el lanzamiento del servicio «24 Horas Gratuito» por 3 Suisses.
En los años 2000, dos nuevos actores especializados aparecen:
- Punto Pack, originario de Francia y especializado en las entregas e-commerce a particulares
- Kiala (UPS), originario de Bélgica.
- Pickup Services (GeoPost) originario de Francia y especializado inicialmente en el suministro de soluciones logísticas para redes de puntos de conveniencia (Pickup Services equipó informáticamente el primer punto de conveniencia en Francia a principios de 2002).

Desde 2004, las redes de puntos de conveniencia conocen un fuerte crecimiento ligado al despliegue generalizado de la tecnología ADSL para el acceso a internet, permitiendo el desarrollo del e-commerce y el desarrollo de sistemas informáticos que conectan las empresas a los particulares (B2C).

## Desafíos
Los estudios sobre la movilidad urbana duradera muestran que la temática de las entregas de mercancías en ciudad constituye uno de los mayores desafíos para la reducción de las emisiones de CO2 (más del tercio de las emisiones urbanas), de NOx, de partículas, y de ruido en ciudad, así como de la congestión urbana. Para que el desarrollo del comercio electrónico tenga un impacto medioambiental favorable, hace falta encontrar soluciones adaptadas para el reparto de última milla, eslabón terminal de la cadena logística.

## La cadena logística
La distribución de paquetes en punto de conveniencia requiere una cadena logística compleja que puede estar:
- segmentada en tantos actores como eslabones comporta.
- integrada (el conjunto o una parte de los eslabones es llevada a cabo por el mismo operador).

Los eslabones de esta cadena son :
- el operador de red de punto de conveniencia: asegura el seguimiento operativo de las actividades logísticas en el conjunto de los puntos de conveniencia que componen una red, desde la llegada de los paquetes entregados en el comercio por el transportista hasta la entrega al consumidor final.
- el transportista: asegura la distribución de los paquetes desde un almacén central al conjunto de los puntos de conveniencia. La mayoría son couriers y mensajerías exprés.
- el operador logístico: se encarga del almacenaje y la preparación de los paquetes del e-merchant en uno o varios almacenes logísticos.
- el marketplace: se trata de la sociedad que pone la plataforma de venta a disposición de los e-merchant para la comercialización de sus productos por internet o por teléfono, a través de una tienda en línea, un servidor de llamada...

## Puntos de conveniencia en España
Los operadores españoles de punto de conveniencia son:
- UPS Access Point, sociedad estadounidense (antiguamente Kiala); dispone de una cobertura propia de aproximadamente 1.200 puntos para entregas y devoluciones.
- Nacex Shop, compañía de mensajería urgente española que inicia su actividad en 1995; su red dispone de aproximadamente 900 puntos para realizar envíos.
- Puntos de Servicio DHL, pertenece a Deutsche Post World Net desde 2002, dispone de una cobertura propia de aproximadamente 1.200 puntos para entregas, emisión de envíos y asistencia a entrega domiciliaria.
- Punto Pack® (Mondial Relay), sociedad francesa (filial de Hermes France Holding),  con una cobertura de 2.900 puntos para entregas, emisiones de envíos y devoluciones a nivel europeo (40.000 puntos)
- Yupick!, red del grupo español Boyacá; dispone de una cobertura propia de más de 1.000 puntos para envíos y recogidas.
- Seur Pickup y Amazon Lockers, sociedad de origen español actualmente perteneciente al francés DPD Group, con una cobertura de 1.400 puntos para entregas y devoluciones.
- Punto Celeritas, red propia del operador logístico español Celeritas Transporte y Logística, con una cobertura de 1.500 puntos para entregas y devoluciones.
- Pudo.[1]
- GLS Spain Parcel Shop, red propia de puntos de conveniencia de la filial de GLS en España. Su red dispone de más de 4.100 puntos GLS de recogida y envío de paquetes por todo el país.

## Puntos de conveniencia en Argentina
- Correo Argentino, posee envío a casillero inteligente lanzado en 2021. A su vez ofrece una gama de servicios logísticos.
- Hop, red de puntos emplazados en comercios de cercanía para retiro de paquetes
- Pickit (con operación en México y Colombia) red de puntos emplazados en comercios de cercanía para retiro de paquetes. Posee servicios complementarios como envío a domicilio.
- Pudo, envíos a casilleros inteligentes.
- Packasap, envíos a casilleros inteligentes.

## Las ventajas del punto de conveniencia

### Para el consumidor final
El punto de conveniencia acompaña la evolución social de las formas de consumo, a saber:
- un consumo en crecimiento constante a través del canal en línea.
- hogares en los que todos sus miembros principales trabajan, lo que hace incompatible la entrega domiciliaria.
- consumidores que no conciben hacer un pedido en dos segundos pero tener que esperar la entrega bloqueados durante horas en sus domicilios.

El punto de conveniencia responde a esta evolución:
- proponiendo periodos de apertura prolongada durante la semana pero también durante el fin de semana.
- asegurando un seguimiento detallado de los servicios realizados gracias a sistemas de información especializados.

La entrega en punto de conveniencia presente la otra ventaja de ser menos costoso que la entrega domiciliaria (entre un 10 y un 20 %).
En 2016, las entregas en puntos de conveniencia crecieron en torno a un 1,5%, a pesar de que siguen representando menos de un 10% del total de las entregas de las compras en línea en España

### Para el transportista
La tasa de grupaje (número de paquetes por punto de entrega) es mucho más elevada en el marco de la distribución de los puntos de conveniencia en comparación con la distribución domiciliaria. Cierto volumen de paquetes necesita así menos medios de transporte (sobre todo, en tiempo). Los costes de distribución por paquete disminuyen.

### Para el comerciante
Una disminución de los costes de transporte que puede repercutirse en parte al consumidor final.

## Terminales automatizados
Los terminales automatizados, armarios automatizados o buzones inteligentes, es un punto de recepción distinto, compuesto de taquillas inteligentes que a pie de calle, gasolineras o en zonas comunes (abiertas al público o en comunidades), que suelen funcionar las 24 horas del día. 
En cambio, los puntos de conveniencia son quioscos y tiendas que actúan como punto de reparto dentro de sus horarios comerciales.
Ejemplos de terminales automatizados son:
- Correos Citypaq
- Send2me, buzones inteligentes (taquillas electrónicas).
- Citibox, buzones inteligentes (taquillas electrónicas).
- Mayordomo, taquillas inteligentes.